# Epidendrum candelabrum
Epidendrum candelabrum är en orkidéart som beskrevs av Eric Hágsater. Epidendrum candelabrum ingår i släktet Epidendrum och familjen orkidéer. Inga underarter finns listade i Catalogue of Life.